# 皮迪鎮區 (北卡羅萊納州蒙哥馬利縣)
皮迪鎮區（英語：Pee Dee Township）是位於美國北卡羅萊納州蒙哥馬利縣的一個鎮區。

## 地方資料
皮迪鎮區的面積為78.47平方千米，皆為陸地。根據2020年美國人口普查的數據，當地共有人口1805人，而人口密度為每平方千米23人。